# Edicto de Caracalla

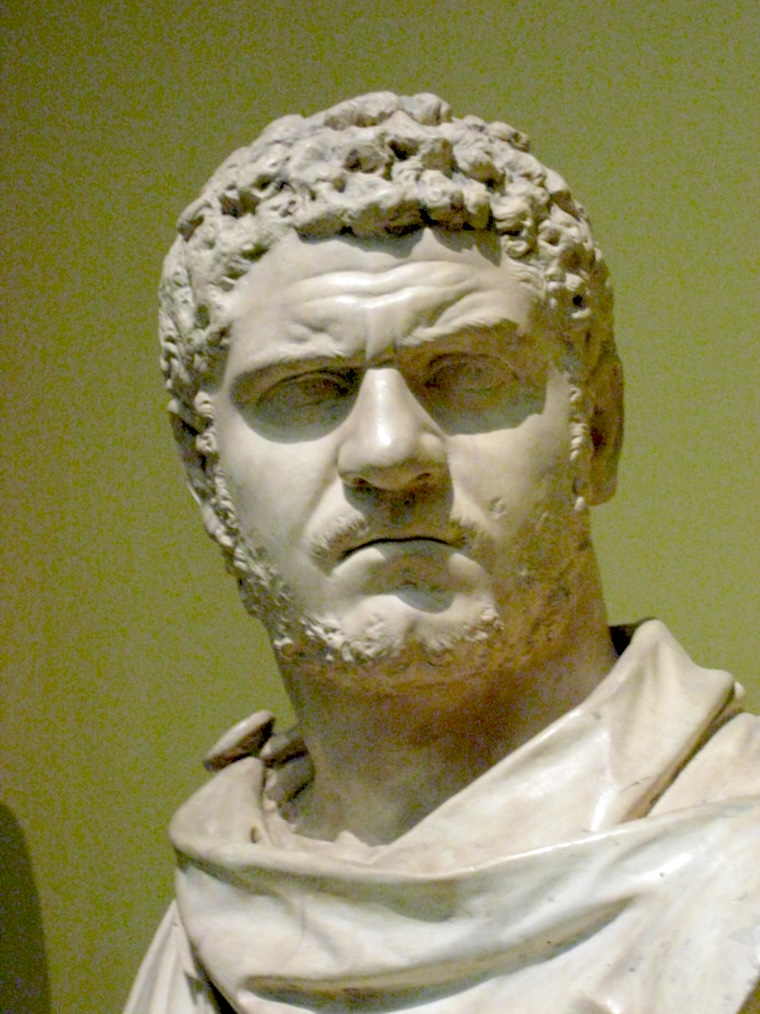
Busto de Caracalla.

El Edicto de Caracalla (en latín, Constitutio Antoniniana), promulgado por el emperador Caracalla en el año 212, fue un texto jurídico que decretaba la extensión de la ciudadanía romana a todos los habitantes libres del Imperio romano, lo que suponía una importante reforma con repercusiones en el ius civile y en el ámbito fiscal del Imperio. El edicto seguramente fue obra del notable grupo de juristas del entorno de Julia Domna, madre de Caracalla y auténtica corregente. Un hecho llamativo es que la mayor parte de los autores antiguos no mencionaron el decreto, como fue el caso de Agustín de Hipona que no hizo ninguna referencia al mismo en La ciudad de Dios.
Según Mary Beard esta «decisión revolucionaria» afectó a más de treinta millones de personas que de repente se convirtieron legalmente en romanos. «Fue una de las mayores concesiones de ciudadanía, si no la mayor, de la historia universal», afirma Beard. Una valoración que es compartida por Maurice Sartre: «una medida sorprendente», «una novedad extraordinaria», que «es una caso único en la historia de los grandes imperios».
Según Mary Beard el edicto de Caracalla «cambió para siempre el mundo romano», teniendo en cuenta además que «el decreto de ciudadanía fue solo un elemento dentro de una amplia serie de transformaciones, rupturas, crisis e invasiones que cambiaron el mundo romano hasta hacerlo irreconocibles en el siglo III d. C. El segundo milenio romano, que no terminó hasta la caída de Constantinopla en 1453, estaba asentado sobre principios en su totalidad nuevos, sobre un nuevo orden mundial y, durante la mayor parte del tiempo, sobre una religión diferente... En su segundo milenio, Roma era efectivamente un nuevo estado enmascarado bajo un nombre viejo».
Por su parte Maurice Sartre destaca las consecuencias jurídicas de la Constitutio: «A partir de ese momento, existe una cierta igualdad de estatus entre la mayor parte de los habitantes del imperio, sea cual sea su origen. El hecho de que cada uno sea ciudadano romano sitúa a todo el mundo en un plano de igualdad potencial ante la ley y autoriza a no importa qué habitante del imperio a apelar a la justicia imperial. El derecho romano, que no se aplicaba hasta entonces más que a una minoría, se convierte en la base jurídica de las relaciones entre la aplastante mayoría de los habitantes del Imperio. Esto no puede más que favorecer su difusión y unificar las prácticas jurídicas. Pero, hay que insistir en ello, todos los derechos locales siguen siendo legítimos».

## Motivos
En el propio edicto se dice que el objetivo era hacer honrar a los dioses de Roma por el conjunto de la «comunidad» romana, es decir, por el conjunto del cuerpo cívico de la ciudad. Sin embargo, el escritor antiguo Dion Casio, contemporáneo de Caracalla, dio una explicación menos honorable: lo que se buscaba era aumentar los ingresos del Estado haciendo pagar a todos los habitantes libres del Imperio los impuestos que hasta entonces sólo pagaban los ciudadanos romanos y que Caracalla acababa precisamente de crear otros nuevos:

[Caracalla] hizo de todos los habitantes del imperio ciudadanos; en apariencia, los honraba, pero su fin real era incrementar sus ingresos por este medio, porque, como extranjeros, no tenían que pagar la mayor parte de estos impuestos.[...]
 Promulgó nuevos impuestos, reemplazó el impuesto del 5% sobre las ventas de esclavos, los legados y todas las donaciones por un impuesto del 10%, abolió el derecho de sucesión y la exención de impuestos que había sido concedida a los que eran parientes próximos del difunto. Es por esto que hizo de todos los habitantes de su imperio ciudadanos romanos.

Entre los historiadores modernos siguen siendo objeto de debate las razones por las que fue promulgado el edicto aunque la más aceptada, partiendo de Dion Casio y también de Edward Gibbon, es que la intención de Caracalla fue la de incrementar los ingresos fiscales del Imperio al aumentar el número de personas que habrían de pagar impuestos sobre la manumisión de esclavos o sobre los derechos de sucesión. De esa forma habría pretendido sufragar las costosas campañas militares del emperador en la frontera norte contra los germanos y en Oriente contra los partos. 

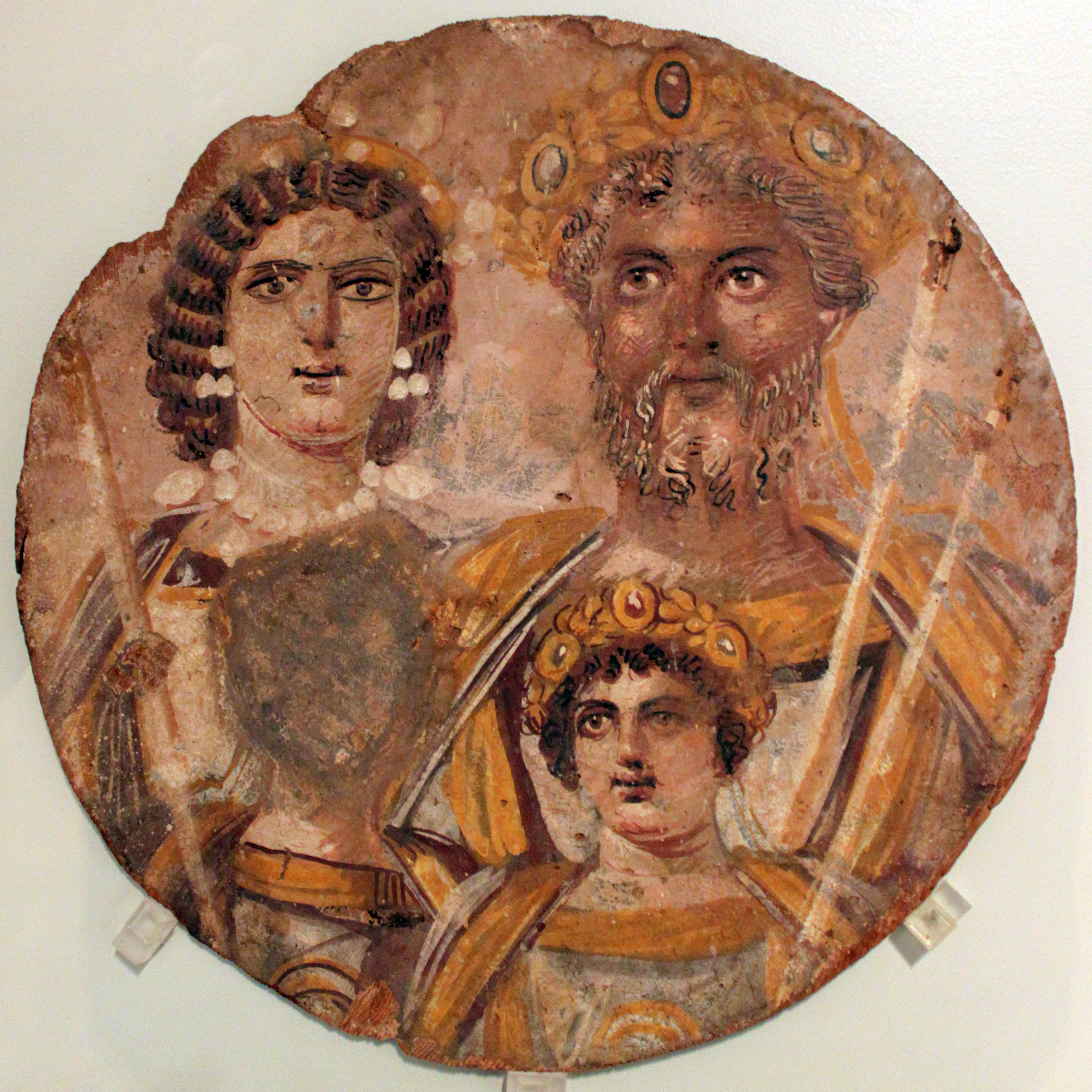
Tondo severiano, en el que aparece la familia imperial formada por Septimio Severo y Julia Domna, y sus hijos Caracalla y Geta, cuyo rostro ha sido picado y eliminado después de su asesinato por orden de su hermano y su posterior damnatio memoriae.

Mary Beard no ve claro que el motivo fuera aumentar los ingresos del Estado, porque si fue ese, «fue una manera harto engorrosa de abordar el asunto. No había necesidad de conceder la ciudadanía a más de treinta millones de personas si lo que se pretendía era aumentar los ingresos derivados de los impuestos». Por su parte José Manuel Roldán considera que fue la tradición adversa a Caracalla, representada por Dión Casio, la que difundió la idea de que el edicto «habría tenido como objeto aumentar el número de contribuyentes sometidos al impuesto de sucesiones, que sólo afectaba a los ciudadanos». Según Roldán la finalidad del Edicto habría sido jurídica y religiosa: «el emperador deseaba extender a todos los súbditos la veneración por los dioses de Roma. En todo caso, con el Edicto se culminaba la política progresiva de concesión de los derechos de ciudadanía, iniciada por Roma siglos atrás en su ámbito de dominio, y se cumplía finalmente la igualación jurídica de romanos, italianos y provinciales y, con ella, la unidad de derecho en el mundo romano, sin suprimir las "patrias particulares"».
Maurice Sartre considera que los motivos fiscales o religiosos no son necesariamente excluyentes. «Se conoce la religiosidad extrema del emperador y no se le pueden pues rechazar a priori los motivos que da» y, por otro lado, el «atractivo de la ganancia» no puede ser descartado en un momento en que el Tesoro romano atravesaba por dificultades crónicas y que Caracalla necesitaba dinero para financiar una nueva campaña contra los partos. Sartre afirma que no hay que reducir a una causa única el origen del edicto. Así, propone otras dos razones: ganarse el apoyo de los habitantes de las provincias tras haber asesinado en febrero de 212 a su hermano Geta para no compartir el poder con él; y la influencia de la noción de la universalidad del hombre que defendían los estoicos.

## Sujetos de la reforma

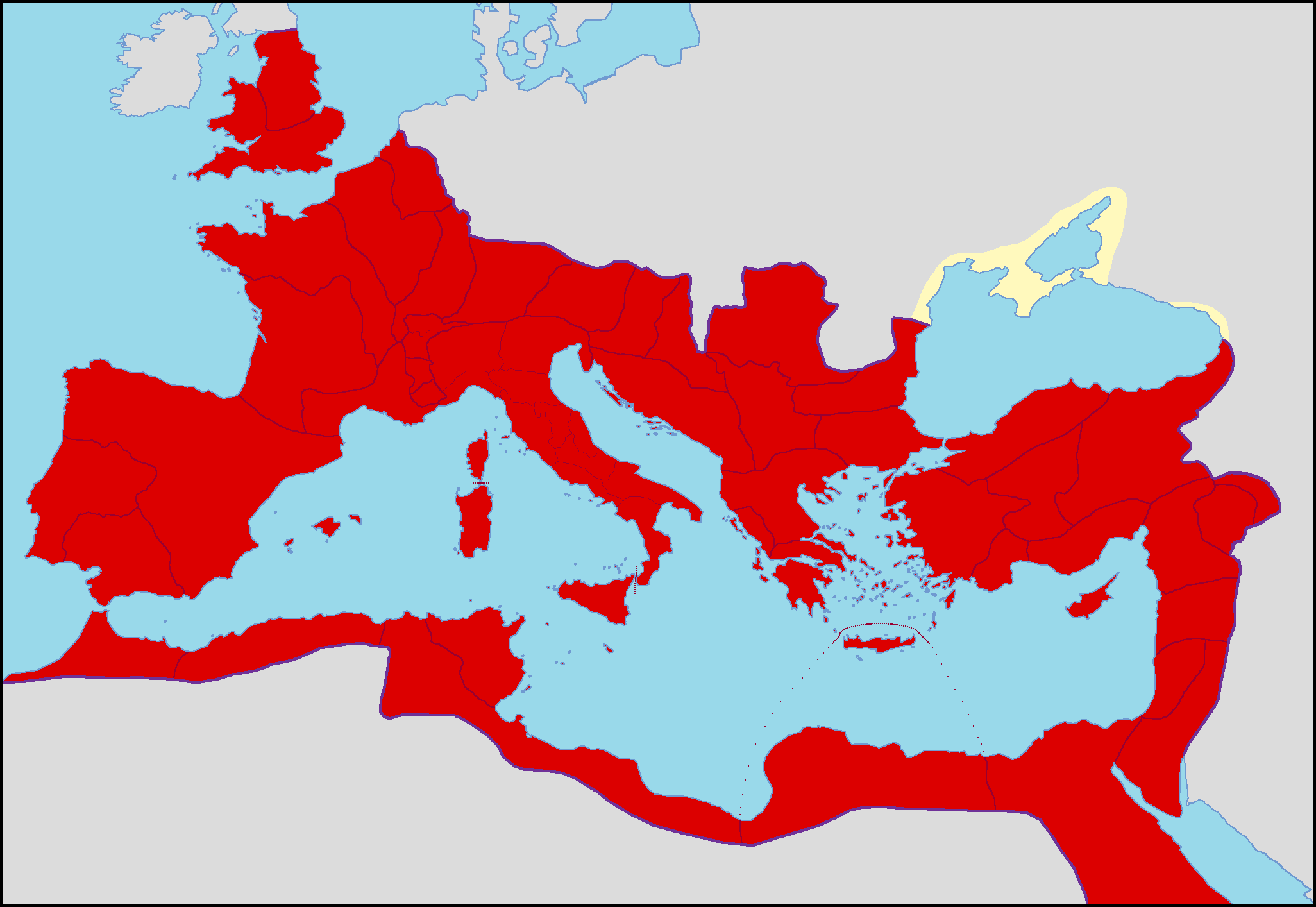
El Imperio romano en 210, bajo Caracalla.

Hasta el año 212, la península itálica, que constituía la extensión metropolitana de la misma Roma, era el único territorio donde todos sus habitantes libres gozaban de la plena ciudadanía romana, gracias a la Lex Plautia Papiria, resultado de la Guerra Social del 99-88 a. C., mientras que fuera de ella, en las provincias, la ciudadanía romana se limitaba a las ciudades con status de colonia romana y de municipia optimo iure, así como a determinados sujetos que la habían adquirido o heredado individualmente. Por eso la gran mayoría de los habitantes provinciales libres estaba compuesta por peregrini, es decir, por no ciudadanos.
A lo largo del siglo I a. C. los notables de las provincias, a menudo relacionados con políticos romanos, fueron recibiendo como recompensa la ciudadanía romana, lo que los situaba por encima de los habitantes de su ciudad que seguían siendo simples peregrini y además, si eran suficientemente ricos, podían acceder al cursus honorum de las magistraturas romanas e ingresar en el orden ecuestre e incluso en el orden senatorial. Con el advenimiento del Principado la prerrogativa de conceder la ciudadanía pasó en exclusiva a los emperadores, lo que suponía que el nuevo ciudadano adoptaba el nombre y el gentilicio de ese emperador , por ejemplo, los promovidos por César Augusto llevaban el nombre de Caii Iulii. El emperador Claudio concedió la ciudadanía romana a los notables que habían ejercido magistraturas en sus ciudades, adoptando el nombre de Tiberii Claudii. Bajo Vespasiano hubo ciudades, especialmente en Hispania, que recibieron el derecho latino, lo que suponía que sus magistrados obtenían la ciudadanía romana en cuanto dejaban el cargo y a partir de la dinastía Flavia varias ciudades recibieron el estatuto de colonia, lo que suponía que todos sus habitantes en bloque obtenían la ciudadanía romana. De esta forma a finales del siglo II d. C. prácticamente todos los exmagistrados tenían la ciudadanía romana y como la ciudadanía se transmitía a los hijos legítimos, el número de ciudadanos romanos fue aumentando rápidamente, aunque seguían siendo minoritarios fuera de Italia. Se distinguían porque llevaban la tria nomina y pagaban el impuesto del 5 % sobre las sucesiones.

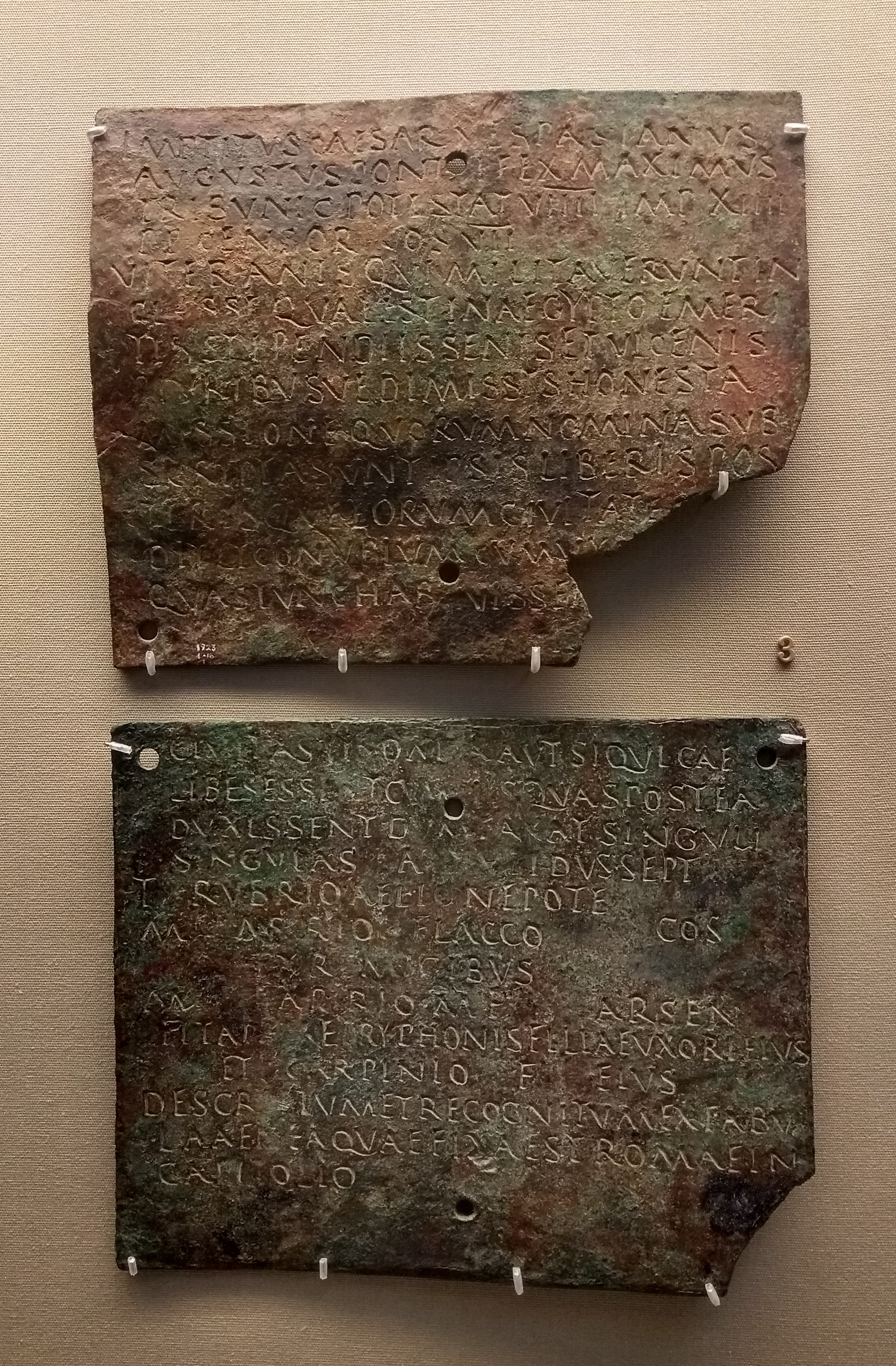
Placas de bronces de un diploma militar hallado en Egipto, depositadas actualmente en el Museo Británico, en el que se concede en el año 79 d. C. la ciudadanía romana al soldado Marco Papirio tras ser licenciado.

Otras formas de acceso a la ciudadanía era la manumisión de esclavos por parte de ciudadanos romanos, porque los hijos de estos libertos eran considerados ciudadanos romanos sin ninguna restricción. Otra vía ampliamente utilizada era el ejército. En principio sólo podían formar parte de él los ciudadanos romanos, pero cuando comenzaron los problemas de reclutamiento se extendió la costumbre de conceder la ciudadanía romana a los voluntarios que se enrolaran en las legiones y a los que formaran parte de las tropas auxiliares romanas después de veinte años de servicio la obtenían, incluidos sus esposas e hijos.
En el año 212, mediante la Constitutio Antoniniana, el emperador Caracalla extendió la ciudadanía romana a todos los habitantes libres del Imperio, siendo la mayoría de los no ciudadanos y beneficiarios del edicto el grueso de los habitantes de todas las provincias, las cuales se extendían desde Oriente Medio a la península ibérica, y desde Egipto hasta Britania. De esta forma a partir de entonces «la casi totalidad de los hombres libres del Imperio se encuentra reunida en un cuerpo único de ciudadanos», ha señalado Maurice Sartre. Los nuevos ciudadanos adoptaron rápidamente la tria nomina incluyendo en la misma Aurelius, el nombre del emperador que les había concedido la ciudadanía romana.
Se excluía a una única categoría de habitantes libres: los dediticii, los que pertenecían a regiones vencidas desprovistas de organización cívica, pero su número había descendido desde que Septimio Severo hubiera procedido a la municipalización de Egipto por lo que sus habitantes dejaron de ser dediticii para pasar a ser peregrini. No se hacía mención alguna a los esclavos de ningún tipo, pues en el derecho romano no eran considerados personas, en el sentido jurídico-civil, sino que jurídicamente tenían la consideración de «cosas», por lo que se les aplicaban las reglas del ius ad rem, o «derecho sobre las cosas».
La decisión del emperador Caracalla no obtuvo una gran acogida por parte de las clases altas,[cita requerida] tanto por parte de familiares y allegados del emperador, como por parte de autores, como el historiador Dión Casio.

## Contenido
El texto, incompleto, se encontró en un papiro hallado en el Alto Egipto en 1902 y conservado en la biblioteca de Gießen (Alemania). Fue publicado por P. M. Meyer en 1910.

El emperador César Marco Aurelio Severo Antonino Augusto declara: [...] puedo manifestar mi agradecimiento a los dioses inmortales que me protegen [...] considero, pues, que puedo [...] servir a su grandeza [...] haciendo participar conmigo en el culto de los dioses a todos los que pertenecen a mi pueblo. Por ello concedo a todos los peregrinos que están sobre la tierra la ciudadanía romana [salvaguardando los derechos de las ciudades] con la excepción de los dediticios. Pues es legítimo que el mayor número no sólo esté sometido a todas las cargas, sino que también esté asociado a mi victoria. Este edicto será [...] la soberanía del pueblo romano.